# 国連アフガニスタン支援ミッション
国連アフガニスタン支援ミッション（こくれんアフガニスタンしえんミッション 英: United Nations Assistance Mission in Afghanistan）は、国際連合が行う国際平和活動。国連がアフガニスタンで展開する政治ミッションのひとつで、国連の各機関、北大西洋条約機構（NATO）率いる国際治安支援部隊（ISAF）のほか、国際機関（IGO）及び非政府組織（NGO）等と連携して、アフガニスタンにおける人道開発支援事業を統括する。 本部はカーブルにあり、イスラマバードとテヘランに連絡事務所を置く。略称はUNAMA（ユナマ）。

## 設立根拠
国連アフガニスタン支援ミッション（UNAMA）は、2001年12月5日のボン合意に基づく2002年3月20日の国連事務総長報告を受けて採択された、2002年3月28日の国連安保理決議1401により設立された。決議で安保理は、UNAMAの設置を「支持」（endorse）するとしている。したがって、UNAMAは安保理によって設立された機構ではない。

### 根拠文書
UNAMAの設立を支持した安保理決議1401は、主にボン合意の付帯文書III、「ANNEXIII: REQUEST TO THE UNITED NATIONS BY THE PARTICIPANTS AT THE UN TALKS ON AFGHANISTAN」（アフガン会議参加者一同による国連への要請）の規定（及び部分的に付帯文書II）に基づく国連事務総長報告を受けて、その履行措置として採択された。付帯文書III及び付帯文書IIの一部の当該箇所の要旨は次のとおり（太字部分が、当初UNAMAに想定されていた任務内容である）。
- 付帯文書I

1. 国連は、人権侵害を調査する権限を持ち、必要な場合は是正措置を勧告することができる。さらに、人権尊重に対する理解を深めるため、人権教育プログラムの実施及びその開発についても責を負う。

- 付帯文書II

今会議の参加者一同は、
1. 国連及び国際社会に対し、アフガニスタンの国家主権と領土の保全ならびにアフガン国民の結束を維持するため、さらにアフガニスタンの内政に対する諸外国の不干渉を保証するために必要な手段を講じることを要請する（治安維持支援）。
2. 国連、国際社会、特にドナー国及び多国間機関に対し、アフガニスタン暫定行政機構と連携して、同国の再建、回復及び復興の支援について、各々のコミットメントを再確認し、実践することを求める（人道復興支援）。
3. 国連に対し、（i）憲法ロヤ・ジルガによる新憲法が採択され次第実施される総選挙に向けた投票者の事前登録、ならびに(ii）アフガニスタン国民の国勢調査を可能な限り速やかに実施することを要請する。
4. 国連および国際社会に対し、アフガニスタンの独立とアフガン国民の尊厳を守り抜くことで英雄的な役割を果たしてきたムジャヒディーンらについて、暫定行政機構との連携のうえ、新国家保安部門及び国軍への復員を支援することを求める（→DDR及びSSR）。
5. 国連及び国際社会に対し、戦争による死者、被害者及び被害者の遺族その他配偶者らを支援する基金の創設を呼びかける。
6. 国連、国際社会及び地域機関に対し、国際テロとの戦い、非合法麻薬の栽培と取引の撲滅、およびアフガン農民に対する代替作物への移行のためのカネ・モノ・技術の供給支援について、暫定行政機構と協力してこれらに取り組むことを強く求める。

## 任務
国連アフガニスタン支援ミッション（UNAMA）は、アフガニスタン政府、国際治安支援部隊（ISAF)、国際機関（IGO）および非政府組織（NGO）と連絡及び協力することにより各機関と連携してその任務を果たす。当初の任務はボン合意に基づいてアフガニスタンの復興と和解促進を支援することにあった。国連の現地統合ミッションとして、アフガニスタンにおける文民政治と開発の両面の事業を一手に担う。
2004年10月、初の大統領選挙を実施され、カルザイ正統政権が誕生し、2年後の 2006年1月にロンドンで国際会議が開かれた。そのときの合意（ロンドン合意）に基づき、アフガニスタン・コンパクト（アフガニスタン国家開発計画の草案）が採択され、アフガニスタンでの復興支援体制は2002年のボン体制から4年を経てロンドン体制へと移行する。UNAMAも、この体制の移行に伴いボン合意に基づく復興支援から、より具体的な復興政策ANDS（Afghanistan National Development Strategy：アフガニスタン国家開発戦略）実施の監督と支援をその任務とするようになった。
2006年のロンドン合意以降定められたUNAMAの主な任務内容は次のとおり。
1. 国家の民主的機構強化を含む、和平プロセスの為の政治・戦略的勧告の提供
2. 適切な調停の実施
3. アフガニスタン・コンパクトの履行の為の調整・監督を行う上での支援
4. OHCHRとの緊密な協力による人権侵害の監視と国家機関の能力強化を通じた人権促進の継続
5. DIAG（非合法武装集団の解体）や独立選挙委員会への支援を含め、国連が比較優位と経験を有する分野での技術支援の継続
6. 全ての国連機関によるアフガニスタンにおける人道支援、回復、復興、開発活動を特別代表の権限下で管理することの継続

## 任期
国連アフガスニタン支援ミッション（UNAMA）の任期は、設立当初は12カ月だったが、2002年以降も1年単位でその任期延長を繰り返し、2009年10月現在は安保理決議1868号（2009年3月23日採択）により2010年3月23日まで期間を延長されている。

## 組織構成
国連アフガスニタン支援ミッション（UNAMA）は国連による統合ミッションで、国連のあらゆる機関が参加する。その統括は国連平和維持活動局（Department of Peacekeeping Operations：DPKO、通称「国連PKO局」）が行う。その総指揮は国際連合事務総長特別代表（Special Representative of the Secretary-General for Afghanistan:SRSG）が務め、代表は事務総長を通じて国連安保理に事業の経過を報告する。
- 本部：カーブル
- 支部：テヘランとイスラマバードに連絡事務所
- 要員：カーブル本部 - 1,000名（内八割がアフガン人女性）[12]
  - アフガン・コンパクト調整モニタリング室
  - 広報部
  - 事務局

## 参加機関
国連アフガスニタン支援ミッション（UNAMA）では、DPKO（国連PKO局）の統括のもと、任務とする様々な事業分野について、それぞれ国連機関、国連関連機関が、国際機関や金融機関と連携して活動を行っている。事業分野には、主に復興支援（Reconstruction）、治安構造改革（Security Sector Reform: SSR）、ジェンダー（Gender）、そして人権（Human Rights）がある。各分野で活動する一部の機関を以下に挙げる。

### 事業統括
- 国際連合平和維持活動局（DPKO）

### 復興支援
国連機関
- 国際連合プロジェクトサービス機関（UNOPS）
- 国際連合難民高等弁務官事務所（UNHCR）
- 国際連合人間居住センター（UNCHS）
- 国際連合世界食糧計画（WFP）
- 国際連合食糧農業機関（FAO）
- 国際連合児童基金（UNICEF）
- 国際連合人口基金（UNFPA）
- 世界保健機関（WHO）
- 国際移住機関（IOM）

国際機関
- 国際赤十字赤新月社連盟（IFRC）
- 赤十字国際委員会（ICRC）

金融機関
- アジア開発銀行（ADB）
- 世界銀行（WB）

### 治安分野改革
- 国際連合アフガニスタン地雷除去センター（UNMACA）
- 国際連合難民高等弁務官事務所（UNHCR）
- 国際連合人道問題調整事務所（UNOCHA）
- 国際連合麻薬犯罪事務所（UNODC）
- 国際連合開発計画（UNDP）

### ジェンダー
- 国連教育科学文化機関（UNESCO）
- 国際連合婦人開発基金（UNIFEM)
- 国際連合開発計画（UNDP）
- 国際連合児童基金（UNICEF）
- 世界保健機関（WHO）

### 人権
- 国際連合人権高等弁務官事務所（OHCHR)

## 代表
国連アフガスニタン支援ミッション（UNAMA）政治ミッションであるため、その指揮は、文民代表としてアフガニスタンにおける国連の活動の全てを統括する国連事務総長特別代表（SRSG）が執る。2007年12月に前任者が一身上の都合で辞任して以来数カ月、UNAMA代表の座は空席だったが2008年3月、ノルウェーの駐NATO大使で元事務総長コソボ特使であるカイ・エイダ（Kai Eide）が後任に決まった。3年後の2010年、エイダは任期を終え、1月には後任としてイタリアとスウェーデンの二重国籍を持つ元UNAMI（国連イラク支援ミッション）事務総長特別代表のスタッファン・デ・ミストゥーラ（Staffan de Mistura）が指名された。その後、Ján Kubišを経て、2016年6月に、副代表だった山本忠通がUNAMA代表に就任した。

## 活動内容
国連アフガニタン支援ミッション（UNAMA）の活動は5つの柱から成る。
1. 和平プロセスの為の政治的戦略的アドバイスの提供
2. アフガニスタン・コンパクトの履行の為の調整・モニタリング
3. 人権侵害の監視と国家機関のキャパビルを通じた人権促進の継続
4. DIAG（非合法武装集団の解体）や独立選挙委員会等への支援
5. 全ての国連による人道支援、復興、開発活動を特別代表の権限下で管理